# Zerkingen

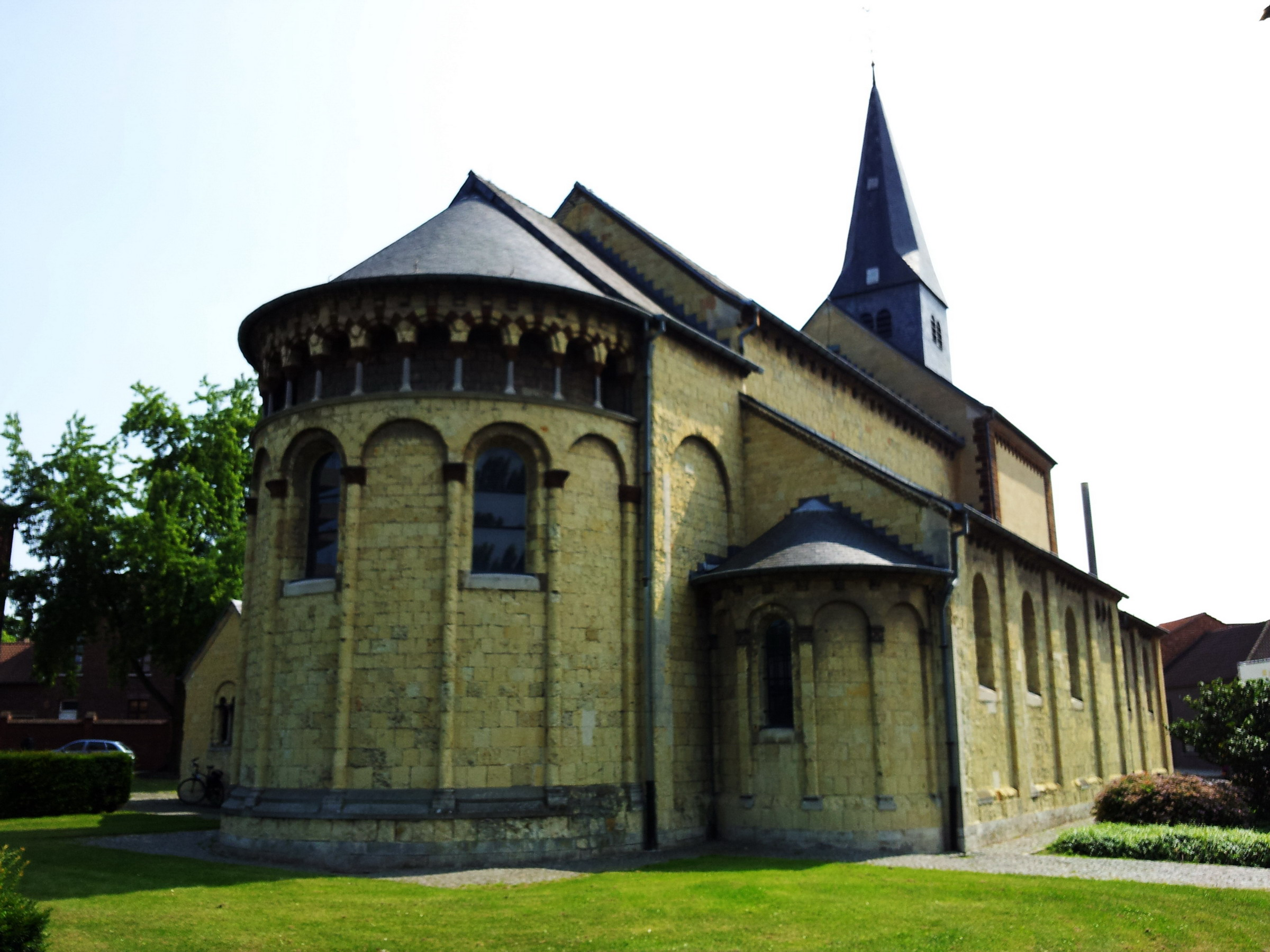
De Sint-Pieterskerk

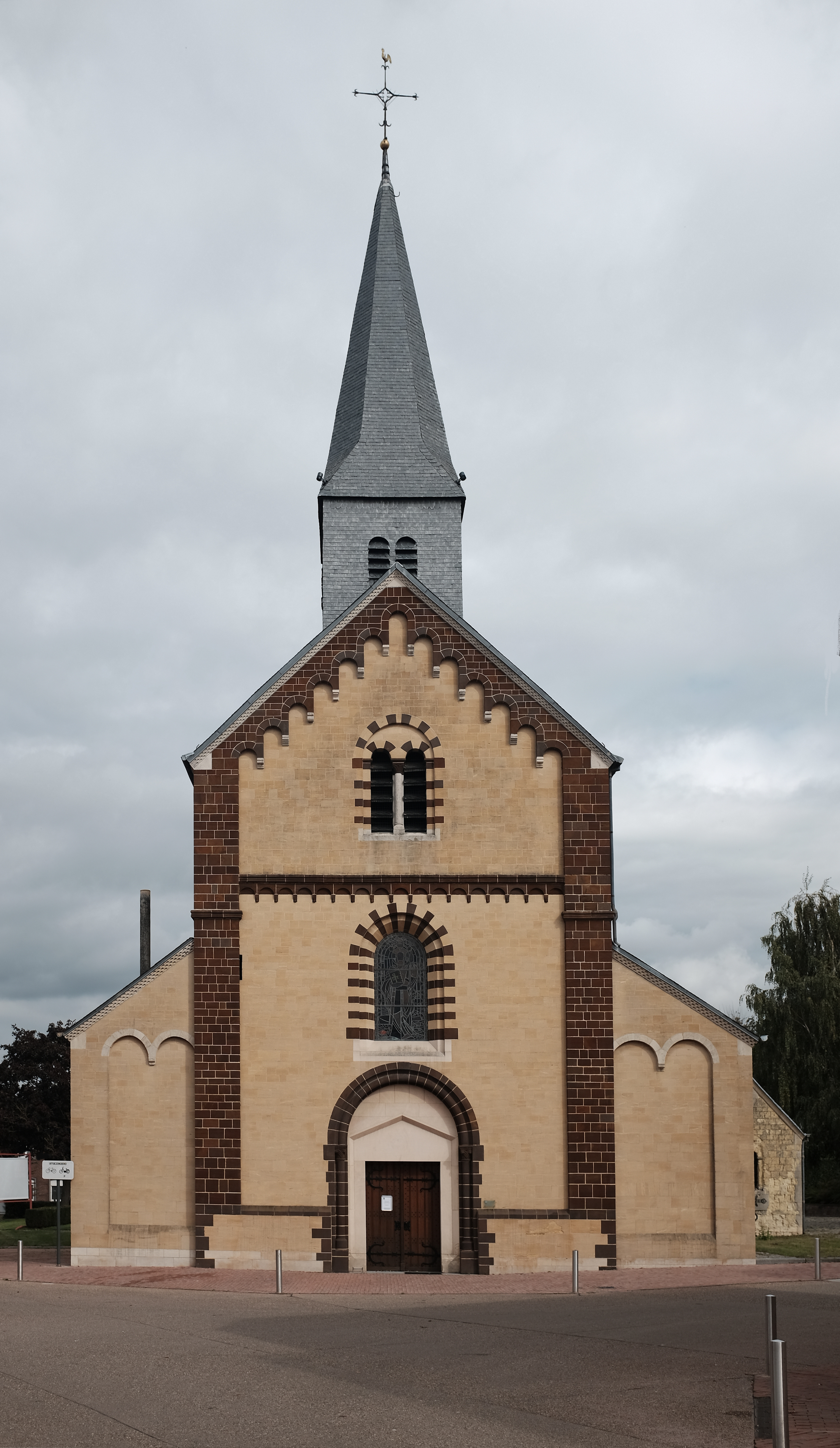
Sint-Pieterskerk Sint-Truiden

Zerkingen, later ook wel samen met het oude gehucht Nieuwenhuyzen, Sint-Pieter of Sint-Pieters genaamd, is de naam van een woonwijk van de stad Sint-Truiden.

## Etymologie
De naam Zerkingen komt sedert de 8e eeuw voor en werd toen als Sarchinium geschreven, een naam die behouden bleef tot de 11e eeuw. De naam zou van Keltische oorsprong zijn en wordt wel in verband gebracht met het woord sarki (lijkkisten).
De naam Sint-Pieter is afgeleid van de Romaanse Sint-Pieterskerk die zich in deze wijk bevindt.

## Geschiedenis
Met de naam Sarchinium werd oorspronkelijk de plaats omschreven waar de heilige Trudo heeft gewoond. Deze was de zoon van een plaatselijk landheer, die wellicht een klein allodium bezat. De plaats was gelegen nabij de huidige Sint-Pieterskerk van Sint-Truiden.
Later ging de naam Sarchinium over op de nederzetting die zich ontwikkelde omheen de Abdij van Sint-Truiden. Toen deze nederzetting zich in de 11e eeuw tot een stad ontwikkelde en werd ommuurd kreeg deze de naam Oppidum Sancti Trudonis, waaruit de huidige naam van de stad Sint-Truiden is voortgekomen. Vanaf de 12e eeuw raakte de naam Zerkingen daarom in onbruik. Ze werd enkel nog gebruikt wanneer het om de betreffende woonwijk ging.
Tegenwoordig is er in Sint-Truiden ook een straat die Zerkingen heet.